# Carcharhinus
Revhajar Carcharhinus är det släkte av gråhajar som omfattar flest arter, 31 stycken, däribland tjurhajen. Arterna lever i alla tropiska hav och föredrar bräckt vatten som vid flodmynningar, eller sötvatten. Släktet är typsläkte för familjen gråhajar.
De flesta av de mellan en och sju meter långa gråbruna arterna av Carcharhinus har en analfena och två ryggfenor. Den främre av ryggfenorna är större än den bakre. De kännetecknas också av fem gälöppningar, runda ögon och tänder med en spets.

## Arter i släktet Carcharhinus
- Sotnoshaj [1]C. acronotus
- Silverspetsig revhaj[1] C. albimarginatus
- Stornosad revhaj [1]C. altimus
- Vitsidig revhaj[1] C. amblyrhynchoides
- Grå revhaj [1]C. amblyrhynchos
- Javahaj [1]C. amboinensis
- Borneohaj [1]C. borneensis
- Kopparhaj [1]C. brachyurus
- Spinnarhaj [1]C. brevipinna
- Blyghaj C. cautus [1]
- Vitkindig revhaj [1]C. dussumieri
- Silkeshaj [1]C. falciformis
- Australisk revhaj [1]C. fitzroyensis
- Galapagoshaj [1]C. galapagenisis
- Pondicherryhaj [1]C. hemiodon
- Vitlinjehaj [1]C. isodon
- Slättandad svartspetshaj C. leiodon
- Större svartfenad revhaj [1]C. limbatus
- Årfenhaj [1]C. longimanus
- Tjurhaj [1]C. leucas
- Kalknoshaj [1]C. macloti
- Mindre svartfenad revhaj [1]C. melanopterus
- C. menisorrah
- Mörkhaj [1]C. obscurus
- Karibisk revhaj [1]C. perezi
- Högfenad revhaj [1]C. plumbeus
- Azeiteirohaj[1] C. porosus
- Sotfenad revhaj [1]C. sealei
- Aftonhaj [1]C. signatus
- Bläckspetsig revhaj [1]C. sorrah
- Australisk svartspetshaj C. tilstoni
- C. wheeleri